# Eunice aphroditois
Az Eunice aphroditois a soksertéjűek (Polychaeta) osztályának Eunicida rendjébe, ezen belül a palolo-férgek (Eunicidae) családjába tartozó faj.
Nemének a típusfaja.

## Előfordulása
Az Eunice aphroditois nevű soksertéjű fajt, először az Indiai-óceánban lévő Srí Lanka sziget tengervizeiben vették észre. Manapság állományai találhatók a Karib-térségben, a Mexikói-öbölben, az Ibériai-félsziget körül, a Vörös-tengerben, valamint a Dél-Afrika és Madagaszkár közé eső térségben. Továbbá Új-Zéland környékén is.

## Megjelenése
Általában 100 centiméter hosszú és 25 milliméter átmérőjű, de elérheti a 300 centiméteres hosszúságot is. Zsákmányának közeledtét öt darab csápszerű szervvel érzékeli, aztán azt hirtelen az éles fogaival kapja el.

## Életmódja
A trópusi és szubtrópusi tengerfenéken él, vízalatti dombok és szirtek mentén, ahol a résekbe vagy a homokba vájt üregekbe rejtőzik. Ragadozó életmódot folytat; az üregéhez közeledő halakkal és egyéb tengeri lényekkel táplálkozik.

## Érdekességek
Attól függően, hogy az ember honnan szerzi be az akváriumához az alapanyagokat, véletlenül Eunice aphroditois soksertéjűt is kaphat, de ezt akkor veszi észre miután a halai kezdenek eltűnni. 2009 márciusában, így jártak a cornwalli Newquay Blue Reef Aquarium-nál is, amikor az egyik akváriumban, a ma már „Barry” néven becézett példány a szomszédait ritkította.
Ezt az élőlényt, David Attenborough angol természettudós és dokumentumfilmes, a „Blue Planet II” című ismeretterjesztő sorozatában is bemutatja.

## Képek

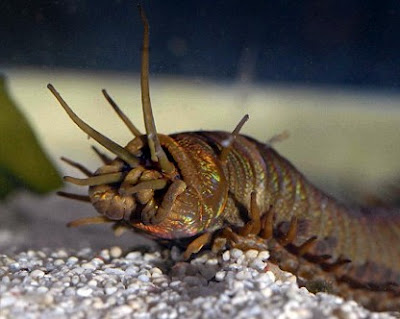
A fejrésze
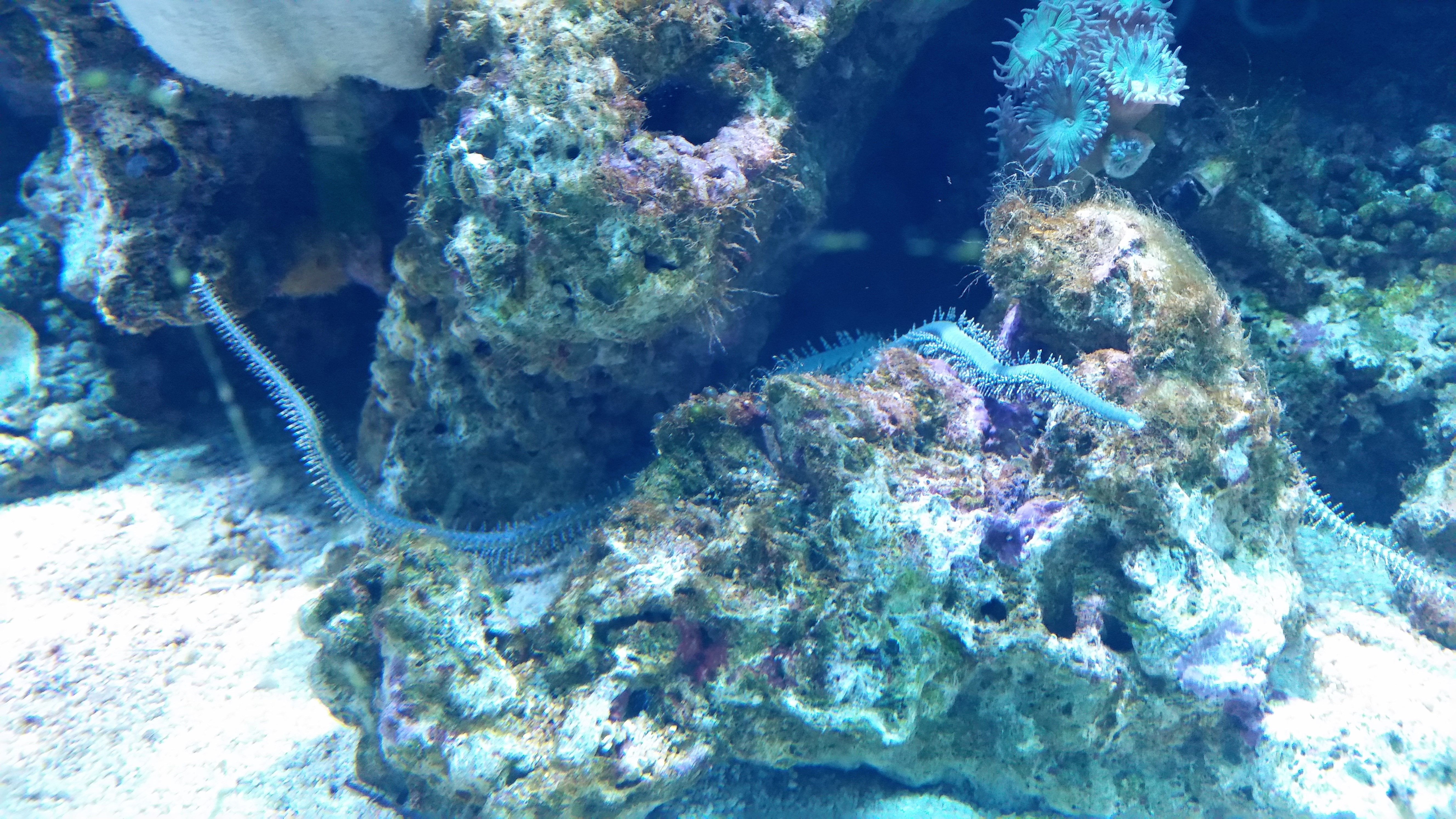
Az angliai Southend-on-Sea városi akváriumában